# Estadio Bicentenario de Fuerte Tiuna
El Estadio Bicentenario (conocido alternativamente como estadio Las Mayas)
es una instalación deportiva utilizada para la práctica del Sóftbol y alternativamente para el béisbol menor, cuyo nombre fue cambiado a Bicentenario en ocasión de que sus trabajos de ampliación y remodelación se realizaron en el año del Bicentenario de Venezuela. Está ubicado en el suroeste de la ciudad capital de Venezuela, específicamente en la Parroquia Coche del Municipio Libertador de Caracas cerca de la Autopista Regional del Centro en terrenos pertenecientes a la base militar conocida como Fuerte Tiuna. Es uno de los 2 estadios escogidos para ser sede del décimo segundo campeonato mundial de Softbol femenino) que se celebró en Venezuela del 23 de junio al 2 de julio. Además de ser una de las sedes de las selecciones nacionales de Softbol de Venezuela

## Características
El antiguo estadio fue modernizado y ampliado con el fin de poder albergar el mundial de Softbol femenino de 2010, dándole una capacidad de 7.065 espectadores, con una inversión de 56.000.000 bolívares posee grama artificial, estacionamiento, áreas preferenciales y facilidades para discapacitados.
Se encuentra cerca de la Autopista Regional del Centro, del sector conocido como Tazón y de la carretera hacia La Mariposa.
Sus instalaciones fueron aprobadas por la Federación Internacional de Softbol en mayo de 2010.